# Torneo internacional alevín Arousa Fútbol 7
El Torneo internacional alevín "Arousa Fútbol 7", también conocido por las siglas AF7, es un torneo de fútbol base que disputan los equipos sub-12 (alevines) de los clubes invitados más importantes del mundo. Se celebra a finales del mes de mayo o principios de junio. Desde 1996  hasta 2018 en Villagarcía de Arosa, y desde 2019 en Ribadumia, ambas localizadas en Pontevedra.

## Organización
Organizado por la Asociación Deportiva Arousa Fútbol 7, y patrocinado por la Junta de Galicia, el diario Marca que cubre la información televisiva y la Diputación de Pontevedra.

## Modalidad de juego
Se disputa en la modalidad de fútbol 7 en categoría Alevín.

## Historial
Cuadro resumen del palmarés del torneo desde su fundación hasta la actualidad.
| Edición      | Campeón                   | Resultado    | Subcampeón           | 3.er lugar | Nota(s) |
| ------------ | ------------------------- | ------------ | -------------------- | ---------- | ------- |
| I            | Salgueiriños              |              | Arosa SC             |            |         |
| II           | R. C. Celta de Vigo       |              | Arosa SC             |            |         |
| III          | CD Ural                   |              | Arosa SC             |            |         |
| IV           | Real Madrid C. F.         |              | S. C. Braga          |            |         |
| V            | Real Madrid C. F.         |              | R. C. Celta de Vigo  |            |         |
| VI           | Real Madrid C. F.         |              | Racing de Santander  |            |         |
| VII          | Sporting de Gijón         |              | Real Madrid C. F.    |            |         |
| VIII         | Athletic Club             |              | A. F. C. Ajax        |            |         |
| IX           | C. A. River Plate         |              | Valencia C. F.       |            |         |
| X            | Real Madrid C. F.         |              | A. F. C. Ajax        |            |         |
| XI           | C. A. Boca Juniors        |              | Sevilla F. C.        |            |         |
| XII          | París Saint-Germain F. C. |              | F. C. Internazionale |            |         |
| XIII         | Valencia C. F.            |              | F. C. Internazionale |            |         |
| XIV          | R. C. D. Español          |              | Valencia C. F.       |            |         |
| XV           | F. C. Internazionale      |              | Valencia C. F.       |            |         |
| XVI          | F. C. Internazionale      |              | R. C. D. Español     |            |         |
| XVII         | Atlético de Madrid        |              | Valencia C. F.       |            |         |
| XVIII        | F. C. Barcelona           | 3 - 1        | R. C. D. Español     |            |         |
| XIX (2014)   | F. C. Internazionale      | 5 - 1        | R. C. Celta de Vigo  |            |         |
| XX (2015)    | F. C. Barcelona           | 2 - 1        | Sevilla F. C.        |            |         |
| XXI (2016)   | Málaga C. F.              | 2 - 1        | A. F. C. Ajax        |            |         |
| XXII (2017)  | A. F. C. Ajax             | 4 - 2        | Real Madrid C. F.    |            |         |
| XXIII (2018) | Villarreal C. F.          | 2 - 1        | A. S. Roma           |            |         |
| XXIV (2019)  | R. C. D. Español          | 2 - 0        | Real Betis Balompié  |            |         |
| XXV (2022)   | Atlético de Madrid        | 3 - 3 (pen.) | F.C. Barcelona       |            |         |
| XXVI (2023)  | Real Betis Balompié       | 2 - 0        | Villarreal C.F.      |            |         |
| XXVII (2024) | F.C. Barcelona            | 3 - 0        | Valencia C.F.        |            |         |

### Palmarés
| Equipo                    | 1º Clas. | 2º Clas. | 3º Clas. | Años campeón           |
| ------------------------- | -------- | -------- | -------- | ---------------------- |
| Real Madrid C. F.         | 4        | 2        | 5        | 1999, 2000, 2001, 2005 |
| F. C. Internazionale      | 3        | 2        | 1        | 2010, 2011, 2014       |
| F.C. Barcelona            | 3        | 1        | 2        | 2013, 2015, 2024       |
| R. C. D. Español          | 2        | 2        | 3        | 2009, 2019             |
| Atlético de Madrid        | 2        |          | 1        | 2012, 2022             |
| Valencia C. F.            | 1        | 5        |          | 2008                   |
| A. F. C. Ajax             | 1        | 3        |          | 2017                   |
| R. C. Celta de Vigo       | 1        | 2        | 4        | 1997                   |
| Villarreal C. F.          | 1        | 1        |          | 2018                   |
| Real Betis Balompié       | 1        | 1        |          | 2023                   |
| Athletic Club             | 1        |          | 1        | 2003                   |
| Salgueiriños              | 1        |          |          | 1996                   |
| CD Ural                   | 1        |          |          | 1998                   |
| Sporting de Gijón         | 1        |          |          | 2002                   |
| C. A. River Plate         | 1        |          |          | 2004                   |
| C. A. Boca Juniors        | 1        |          |          | 2006                   |
| Paris Saint-Germain F. C. | 1        |          |          | 2007                   |
| Málaga C. F.              | 1        |          |          | 2016                   |
| Arosa S. C.               |          | 3        |          |                        |
| Sevilla F. C.             |          | 2        | 3        |                        |
| Racing de Santander       |          | 1        | 1        |                        |
| S. C. Braga               |          | 1        |          |                        |
| A. S. Roma                |          | 1        |          |                        |

## MVP del torneo
Premiados como mejor jugador del torneo:
- 1996: Isidro, Salgueriños CF
- 1997: David Sestelo, R. C. Celta de Vigo
- 1998: Gonzalo García
- 1999: Alberto Lora, Real Madrid C. F.
- 2000: Cristian Noval
- 2001: Carlos Martín, Real Madrid C. F.
- 2002: Iago Falqué, F. C. Barcelona
- 2003: Gorka Eraña, Athletic Club
- 2004: Erik Lamela, C. A. River Plate
- 2005: Ouasim Bouy, A. F. C. Ajax
- 2006: Leandro Paredes, C. A. Boca Juniors
- 2007: Hervin Ongenda, París Saint-Germain F. C.
- 2008: Giacomo Sciaccia, F. C. Internazionale
- 2009: Ayoub Abou, F. C. Barcelona
- 2010: Melkamu Taufer, F. C. Internazionale
- 2011: Yeboah, F. C. Internazionale
- 2012: Abel Ruiz, Valencia C. F.
- 2013: Adriá Bernabé, R. C. D. Español